# جاهده سونکو
جاهده سونکو (انگلیسی: Cahide Sonku؛ ۲۷ دسامبر ۱۹۱۱ – ۱۸ مارس ۱۹۸۱) بازیگر، مدل، نویسنده، کارگردان فیلم اهل ترکیه بود. وی بین سال‌های ۱۹۳۳ تا ۱۹۷۱ میلادی فعالیت می‌کرد.